# Curse of Enchantia
Curse of Enchantia es un videojuego del género aventura gráfica lanzado por la compañía Core Design en el año 1992. 

## Historia
Eres Brad, un chico que es transportado hacia la fantástica tierra de Enchantia, dominada por las malvadas brujas. Su misión es liberar al pueblo, pero antes tendrá que escapar del castillo de la pervesa y vanidosa reina de las brujas que había trasladado al joven a su mundo porque lo necesitaba para realizar un conjuro que la mantendría eternamente joven. Brad tiene que encontrar la manera de destruirla y regresar a su mundo.